# 조선공산당 중앙위원회
조선공산당 중앙위원회는 1945년 9월 14일에 만들어졌으며, 1946년 11월 24일, 남조선로동당과 남조선로동당 중앙위원회가 창설될 때까지 회기되었다. 중앙위원회는 당의 최고 의사 결정 기관으로 존재했다. 중앙위원회는 상설 기관이 아니었으며, 정치국, 사무국, 조직국 등 선출된 기관에 일상 업무를 위임했다.  또한 '중앙위 전원회의'라 불리는 회의를 소집해 주요 정책을 논의했다. 해당 회의는 비회원도 참석할 수 있었다.